# Medalles del Cercle d'Escriptors Cinematogràfics de 1992
La cerimònia de lliurament de les medalles del Cercle d'Escriptors Cinematogràfics de 1992 va tenir lloc el 2 de febrer 1993 al Centro cultural de la Villa de Madrid. Va comptar amb el patrocini de l'ajuntament de Madrid, el Circuit Cineplex i la Fundació per al Foment de la Cultura i de la Cinematografia. Els premis tenien per finalitat distingir als professionals del cinema espanyol i estranger pel seu treball durant l'any 1992. Es van concedir les mateixes vuit medalles de l'edició anterior i es va recuperar el Premi revelació.
La triomfadora va ser El maestro de esgrima, que es va fer amb quatre medalles, inclosa la de millor pel·lícula.

## Llista de medalles
| Categoria            | Premiat                       | Labor premiada         |
| -------------------- | ----------------------------- | ---------------------- |
| Millor pel·lícula    | El maestro de esgrima         | pel·lícula             |
| Millor director      | Fernando Trueba               | Belle Époque           |
| Millor actriu        | Emma Suárez                   | Orquesta Club Virginia |
| Millor actor         | Javier Bardem                 | Jamón, jamón           |
| Millor fotografia    | Alfredo F. Mayo               | El maestro de esgrima  |
| Millor música        | José Nieto                    | El maestro de esgrima  |
| Millor guió original | Julio Medem Michel Gaztambide | Vacas                  |
| Premi revelació      | Chus Gutiérrez                | Sublet                 |
| Millor muntatge      | José Salcedo                  | El maestro de esgrima  |